# Fröhliche Weihnachten (1983)
Fröhliche Weihnachten (Originaltitel A Christmas Story) ist eine Filmkomödie von Bob Clark aus dem Jahr 1983. Der Film basiert auf einer Kurzgeschichte von Jean Parker Shepherd. Gedreht wurde er in Kanada und den Vereinigten Staaten. Er handelt vom Alltag eines kleinen Jungen namens Ralphie in der Vorweihnachtszeit.
In der englischen Originalfassung leiht Autor Shepard dem Erzähler seine Stimme, der Ralphies Gedanken verdeutlicht; in der deutschen Synchronisation übernahm Harald Juhnke die Aufgabe. A Christmas Story gilt besonders in den USA als Weihnachtsfilmklassiker und wurde u. a. 2012 mit A Christmas Story 2 fortgesetzt.

## Handlung
Das Jahr 1940 im Bundesstaat Indiana. Ralphie, ein neunjähriger Junge, lebt mit seinen Eltern und seinem jüngeren Bruder in einem Vorort-Haus. Es sind nur noch wenige Tage bis zum Weihnachtsfest und Ralphie hat dieses Mal einen besonders innigen Wunsch: Er möchte zu Weihnachten das Luftgewehr Red Ryder BB Rifle erhalten, das einen eingebauten Kompass im Schaft besitzt. Da ihm das Geschenk wichtig ist, überlegt sich Taktiken, um es auf jeden Fall zu bekommen. Er schlägt seiner Mutter das Geschenk vor, erwähnt es in einem Schulaufsatz an seine Lehrerin, selbst im Kaufhaus erläutert er dem Weihnachtsmann detailgetreu seinen Wunsch. Allerdings bekommt Ralphie von allen Leuten inklusive seiner Mutter zu hören, dass er sich mit diesem Gewehr nur die Augen ausschießen würde.
Neben der Hauptgeschichte um das Luftgewehr verfolgt der episodisch erzählte Film weitere Nebenhandlungen: Ralphies Vater muss regelmäßig den anfälligen Ofen des Hauses reparieren und stößt dabei lautstarke Flüche aus. Als Ralphie aber selbst einmal ein Fluch herausrutscht, wird er dafür von seinen Eltern bestraft. Die Eltern wiederum streiten sich um eine kuriose Lampe in der Form eines Frauenbeins, die aber der ganze Stolz des Vaters ist, da er sie bei einem Preisausschreiben gewonnen hatte. Die Mutter regt sich über die geschmacklose Lampe auf und sorgt schließlich für deren Ende. Ralphie wird zum Mitglied des Fanclubs der Radioserie Little Orphan Annie ernannt und entschlüsselt aufgeregt einen Geheimcode der Serie, der sich aber nur als Werbung für Ovomaltine herausstellt. Flick und Schwartz, die Freunde von Ralph, streiten sich darüber, ob bei den winterlichen Temperaturen die Zunge an Metall kleben bleibt – als Flick das auf dem Schulhof ausprobiert, kann ihn nur die Feuerwehr von einer Metallstange lösen. Ralphie und seine Freunde werden regelmäßig von dem Schulhofschläger Scut verprügelt, doch kurz vor Weihnachten gelingt es Ralphie in blinder Wut, den Spieß umzudrehen und Scut zu verhauen. Ralphie erwartet eine Bestrafung durch seine Mutter, doch die bleibt ruhig und erzählt auch dem Vater nichts davon.
Am Weihnachtsmorgen scheint Ralphies Wunsch nach dem Gewehr zunächst nicht in Erfüllung zu gehen. Stattdessen muss er einen pinken Schlafanzug tragen, der ihm von seiner Tante geschenkt wurde. Sein Vater hat aber mit dem Wunsch seines Sohnes sympathisiert und schenkt ihm das Gewehr. Ralphie probiert das Red Ryder sofort draußen vor dem Haus aus und bis auf die Tatsache, dass seine Brille zu Bruch geht, geht auch alles gut. Der erwachsene Ralphie kommentiert als Erzählerstimme, dass dieses Gewehr das beste Weihnachtsgeschenk sei, das er jemals erhalten habe und erhalten werde.

## Hintergrund

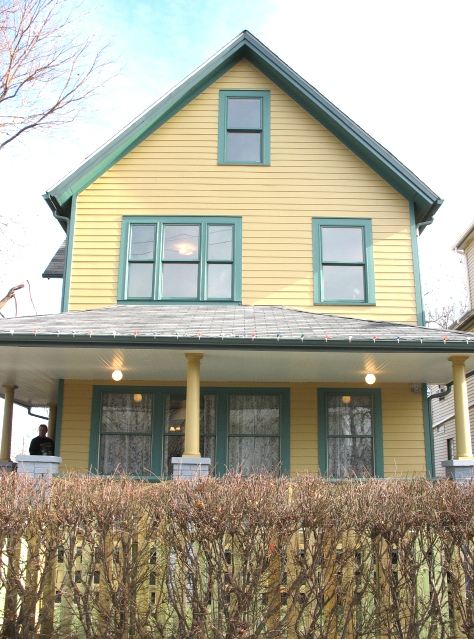
Das Haus der Parkers in Cleveland (Ohio)

Der Schauspieler Jack Nicholson hätte gern die Rolle von Ralphies Vater übernommen, jedoch war der Regisseur Bob Clark mit seinem Darsteller Darren McGavin sehr zufrieden. Auch dem Darsteller des Ralphie Peter Billingsley gab er im Casting den Vorzug vor beispielsweise Wil Wheaton. Der von MGM produzierte Film kam am 23. November 1984 erstmals in die Kinos. Während in der deutschen Fassung Harald Juhnke dem erwachsenen Ralphie seine Stimme leiht, übernimmt Schauspieler und Moderator Jean Parker Shepherd (1921–1999) in der englischen Fassung diese Aufgabe. Der Film basiert auf Shepherds Kurzgeschichten, die teilweise an seine eigene Kindheit angelehnt sind.
Während der Film in Deutschland vergleichsweise wenig bekannt ist, zählt er in Amerika durch zahlreiche Fernsehausstrahlungen zu den beliebtesten Weihnachtsfilmen. Im Jahr 2000 schrieb Philip Grecian eine Bühnenadaption in zwei Akten.

## Fortsetzungen
Aufgrund seiner Popularität zog der Film mehrere Fortsetzungen und Adaptionen nach sich:
- 1994 drehte Regisseur Bob Clark mit Vorsicht Nachbarn einen weiteren Film über die Familie Parker, der aber zur Sommerzeit spielt.
- 2012 erschien eine Fortsetzung zu A Christmas Story unter dem Titel A Christmas Story 2 mit Braeden Lemasters in der Hauptrolle. Inzwischen ist Ralphie schon 16 Jahre alt und wünscht sich dieses Mal ein Auto zu Weihnachten.[3]
- 2017 entstand eine Neuverfilmung als Live-Fernsehspecial mit dem Titel A Christmas Story Live!, die neben dem ersten Film auch auf A Christmas Story: The Musical zurückgreift. Matthew Broderick fungierte hierbei als Stimme des erwachsenen Ralph.
- 2022 wurde mit A Christmas Story Christmas: Leise rieselt der Stress (Originaltitel A Christmas Story Christmas) eine weitere Fortsetzung produziert, die das Weihnachten von Ralphie (erneut gespielt von Peter Billingsley) als Familienvater mittleren Alters in den 1970er-Jahren zeigt. Die meisten der Kinderdarsteller aus diesem Film von 1983 wirkten gleichfalls erneut in ihren mittlerweile erwachsenen Rollen mit.[4]

## Rezeption

### Kritik
Der Film wurde zunächst zurückhaltend aufgenommen und war schon nach relativ kurzer Zeit von den meisten Kinos wieder abgesetzt worden. Die New York Times schrieb, man müsse schon das Durchhaltevermögen eines Perlentauchers besitzen, um an dem Film Spaß zu haben. Erst in den späteren Jahren, besonders nach Shepherds Tod, gewann der Film große Popularität in den USA. Er gilt dort heute als Klassiker des Weihnachtsfernsehprogramms.
Das Lexikon des internationalen Films urteilte: „Ein nostalgisch eingefärbter Film, der auf sehr sanfte Art Konsumverhalten, Erziehungsmethoden und Rollenverteilung kritisiert, nicht ohne Witz und Einfühlungsvermögen in die kindliche Vorstellungswelt.“ Beim US-Kritikerportal Rotten Tomatoes besitzt der Film eine positive Wertung von 89 %, er wird dort als „warmherzig nostalgisch“ und „schwarzhumorig“ beschrieben.

### Auszeichnungen (Auswahl)
Der Film war in sieben Kategorien für den Genie Award nominiert, zudem wurde Bob Clark für die „Beste Regie“ ausgezeichnet und auch die Drehbuchautoren wurden jeweils mit einem Preis ausgezeichnet.
Fröhliche Weihnachten wurde 2012 in das National Film Registry aufgenommen.